# Pinheiros (São Paulo)
Pour les articles homonymes, voir Pinheiros (homonymie).

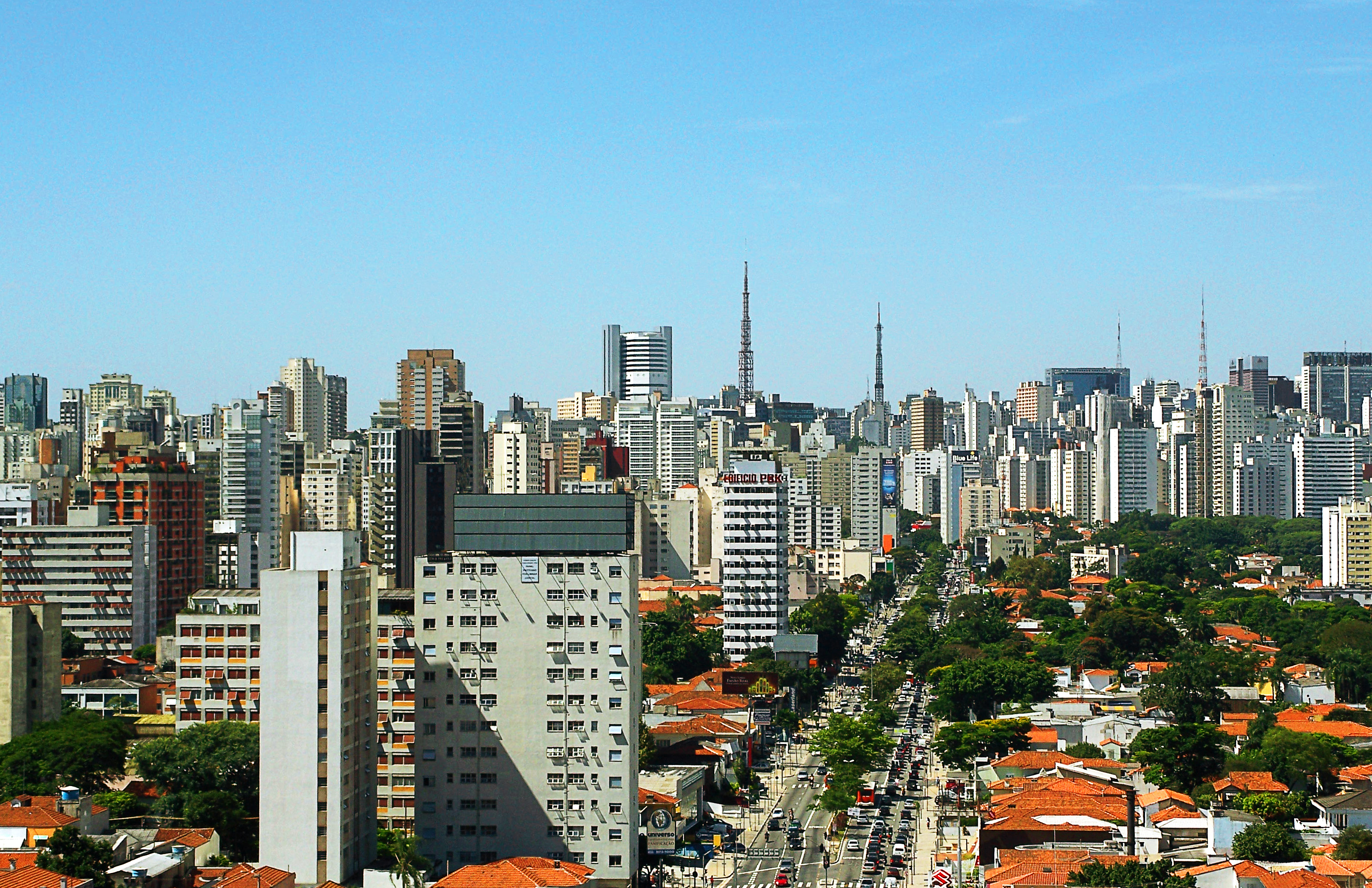
Pinheiros

Pinheiros est un quartier de la zone ouest de la ville brésilienne de São Paulo. Considéré par certains historiens comme l'un des plus vieux districts de São Paulo, il a servi pendant une longue période comme le passage des tropeiros pour la Région Sud du Brésil.
L'aire du district est limitée par le Pinheiros, Av. Prof. Frederico Hermann Junior, R. Natingui, R. Heitor de Andrade, le chemin piéton entre la R. Heitor de Andrade et la R. Christopher Burgos, R. Paulistânia, R. Heitor Penteado, Av. Dr. Arnaldo, Av. Paulo VI, R. Henrique Schaumann, Av. Gabriel Monteiro da Silva, R. Groenlândia, Av. Nove de Julho, Av. Cidade Jardim, jusqu'à retourer encore vers la Pinheiros.
Il est l'un des plus sophistiqués districts de la ville, a la vie culturelle est intense et la gastronomie. Parmi les groupes ethniques étrangers répandue dans le district comprennent les allemands, italiens, juifs, français, portugais, japonais, chinois et coréen. Chez les immigrants brésiliens se démarquent les cariocas, en particulier dans la région de la Rua Fradique Coutinho.

## Histoire
La région de Pinheiros est considéré par la grande majorité des historiens comme le premier quartier de São Paulo, à la fois pour leurs origines indigènes et les portugaises. Après l'arrivée des jésuites au plateau qui conduirait à la ville de São Paulo, un groupe d'indigènes est installée, vers 1560, sur les rives du rio Grande - qui allait plus tard être appelé comme rivière Pinheiros - soi-disant à l'emplacement occupé aujourd'hui par le largo de Pinheiros.
La région faisait partie d'une énorme sesmaria donnée par Martim Afonso de Sousa à Pero de Góis, en 1532, dont les terres s'étendaient de Butantã à la source du ruisseau Água Branca. En 1584, ces terres sont devenues une partie de la Fernão Dias Paes. Ce dernier était le seul responsable de l'expulsion provisoire des jésuites dans l'endroit, parce que le bandeirante n'est pas d'accord avec la posture jésuite contre l'esclavage des indigènes.
Il y a des désaccords au sujet de l'origine du nom de 'Pinheiros'. Il est généralement admis que c'est dû à la fréquence élevée des pins du Paraná dans les terres où le quartier a vu le jour. Cependant, João Mendes de Almeida, dans son livre Dicionário Geográfico da Província de S.Paulo  n'est pas d'accord avec cette version. Selon lui, les indiens tupi appelé la rivière de Pi-iêrê, qui signifie "versé", en allusion au débordement des eaux qui alagava les bordes. Pour corruption, le mot Pi-iêre aurait tourné dans les Pinheiros. L'existence des pins, d'après l'auteur, servi seulement pour exploiter plus facilement à la corruption".
Une partie du village était située sur l'actuel largo da Batata, un endroit qui est protégé de l'habituel l'inondation des bordes de la rivière. Cette région habitée par des populations indigènes est devenu un village connu sous le nom Farrapos, et pour la catéchèse des indiens a été érigée une église avec le nom de Notre-Dame de l'Immaculée Conception.

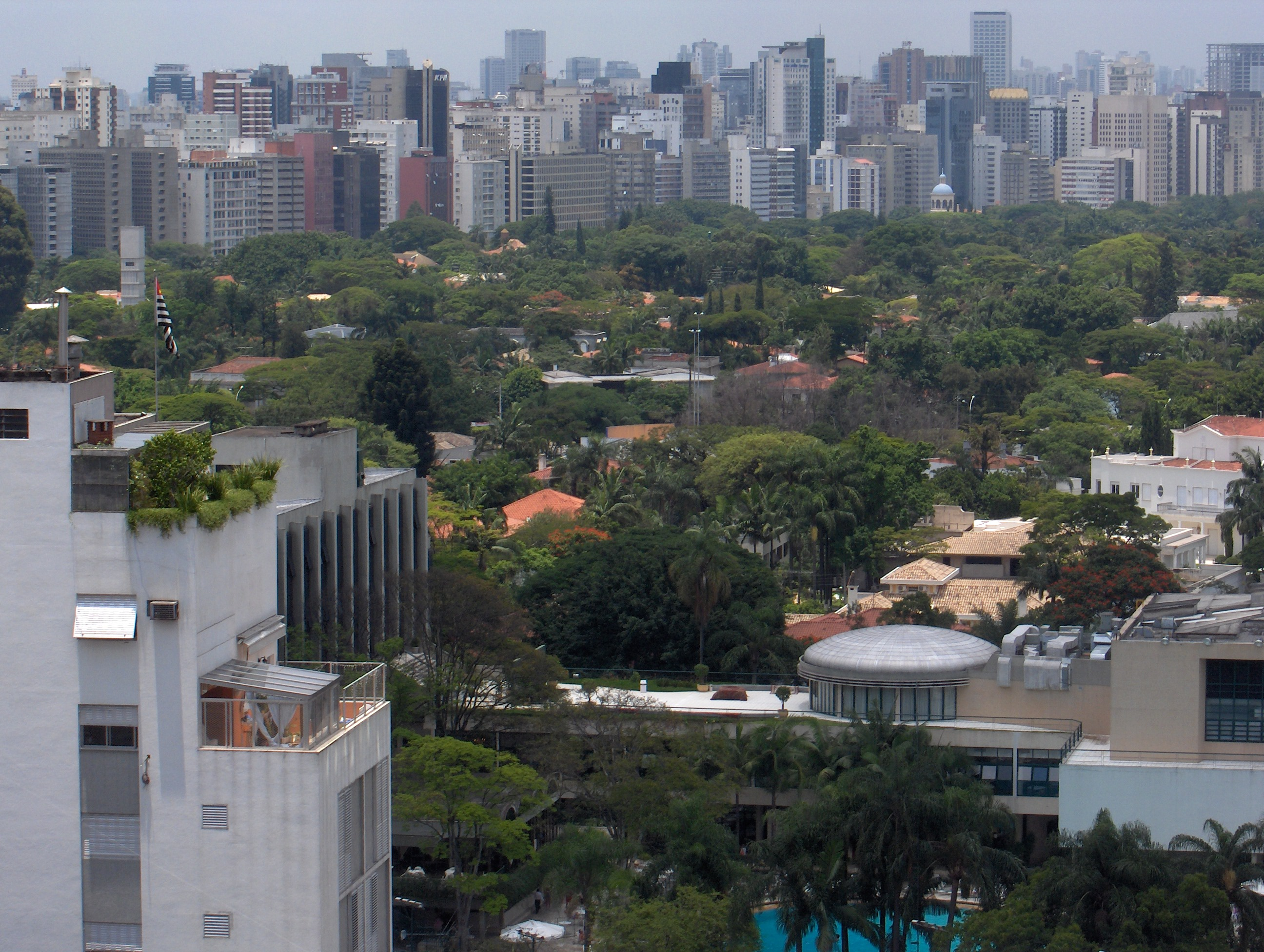
Vue de la région des Jardins.

Le village indigène, qui est venu à être connu comme le Aldeia dos Pinheiros, a été isolé du village de São Paulo en raison de la topographie de la région. Malgré cela, il a toujours été importante en raison du rétrécissement de la borde de la Pinheiros, ce qui a facilité son passage et a fini par devenir un tronçon tenu des divers chemins qui traversaient la région, qu'ils soient autochtones ou des bandeirantes. Son importance s'accroît avec la construction de plus de villes au sud et un pont qui traverse la rivière. Ce pont a été beaucoup utilisé dans les siècles suivants, et, par le fait d'être détruit régulièrement à cause des inondations, a été remplacé par un de métal en 1865.
Au début du XVIIe siècle, le chemin de Pinheiros (ce qui correspond actuellement à la rua da Consolação, la partie haute de l'avenida Rebouças et de la rua Pinheiros) a été l'un des plus importants du village de São Paulo, pour être le seul accès au village et les autres terres au-delà de la rivière. Le développement économique et de la population du quartier a par la suite été causée par le sítio do Capão, une propriété très productive, qui était située dans les terres de la sesmaria, surtout quand il était sous le commandement de Fernão Dias Paes Leme, le "chasseur d'émeraudes" et le petit-fils de l'ancien propriétaire de la sesmaria.
La région des Pins avait également une bonne quantité de quilombos, les cachettes et les demeures des esclaves fuyant leurs maîtres, et a été installé en raison de la bonne conditions offertes par le district, avec son abondance de terrains vacants et bois très épais. Dans ces quilombos a également donné refuge aux voleurs qui proie aux voyageurs de passage par Pinheiros, vers le XVIIIe siècle.
Demandée depuis 1632, un pont en bois sur la rivière a été construit seulement au XVIIIe siècle, reliant la région aux villages de Parnaíba, Cotia, Itu et Sorocaba. Le pont a été plusieurs fois détruit, spécialement par des inondations, les habitants des villages voisins prennent en charge les frais de reconstruction. Seulement en 1865, a été érigé un pont métallique. Au-delà du pont, les habitants coûtent l'entretien du chemin de Pinheiros qui conduit au centre du village de Piratininga, en passant pour la actuelle rua Butantã, Largo de Pinheiros, rua Pinheiros, avenida Rebouças et rua da Consolação. En 1786, les travaux ont commencé sur la construction de la route reliant les Pins dans les champs de Santo Amaro, qui aujourd'hui correspond à l'avenida Faria Lima. Plus tard, la route a été étendu à la direction opposée à Lapa, et cette nouvelle section a été donné le nom estrada da Boiada, aujourd'hui rua Fernão Dias, rua dos Macunis et avenida Diógenes Ribeiro de Lima. La région est peu peuplée, tout au long du XIXe siècle, touche à sa fin avec 200 maisons. La première boulangerie a été ouvert en 1890 et la deuxième en 1900. Il y a un débarquement de troupes et de l'économie était basée sur l'agriculture, charbonneries et, en raison de l'excellente argile, poteries. Ils ont été fabriqués à briques et tuiles qui ont été progressivement remplacer le torchis sur les constructions de l'ensemble de la ville de São Paulo. La ligne de tramway reliant Pinheiros au centre de la ville a commencé en 1904, et, en passant par le cimetière de Araçá, a été à venir, jusqu'à l'intersection de la rua Teodoro Sampaio avec la Capote Valente. Comment il n'avait pas un atelier de manœuvres, les sièges du tram ont été tournés. Le Largo de Pinheiros  a été réalisée seulement en 1909, après drainage et remblai dans l'ensemble de l'aire entre les deux points. Le Marché de Pinheiros a été ouvert en 1910 et a été une zone entourée de fil de fer barbelé avec un petit hangar dans le centre, où les agriculteurs locaux et de Cotia, Itapecerica da Serra, Carapicuíba, Piedade, MBoy, etc. ayant commercialisé leurs produits. La zone qui se trouvait entre le Marché de Pinheiros et le Largo de Pinheiros, et que, depuis le début du XXe siècle, a commencé à recevoir les agriculteurs de Cotia (principalement japonais) qui étaient en route pour le Village de Pinheiros à vendre les pommes de terre (le principal produit agricole de Cotia dans les premières décennies du XXe siècle) et il y estacionavam leurs charrettes et animaux, a fini par être appelé, pour cette raison, de Largo da Batata (Place de la pomme de terre).

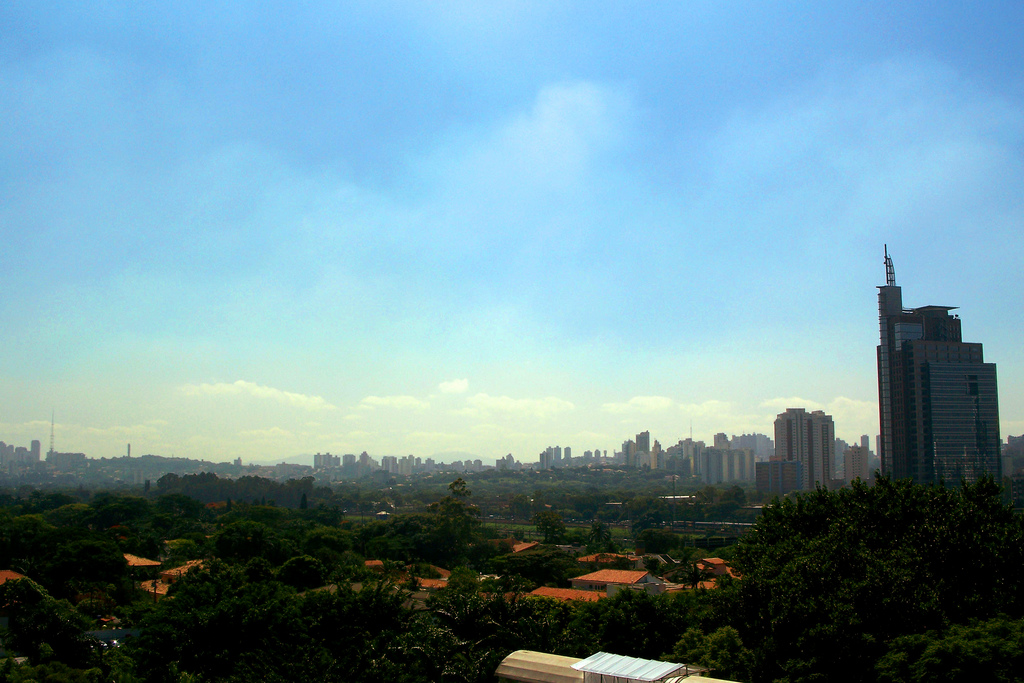
Arborisation du district.

L'urbanisation et le développement économique a son origine dans la région qu'au moment du cycle de café au Brésil, principalement à São Paulo, et a été mis en place avec l'argent provenant des exportations de ce produit. À la fin du XIXe siècle, la région a reçu un bon nombre d'immigrants italiens et, plus tard, au XXe siècle, les japonais. Le début de la construction en 1922, de la Estrada São Paulo-Paraná (future Rodovia Raposo Tavares), sur l'ancienne route de Cotia, ou route de Sorocaba, a accéléré le développement de la région et attiré par les agriculteurs de Cotia de commercialiser leurs produits dans le Marché de Pinheiros. Le quartier a commencé à s'imposer comme une région de la classe moyenne, avec une grande présence de commerce et d'industries.
Autour de 1920 est fondée la Sociedade Hípica Paulista, qui a connu une intense circulation, principalement des classes supérieures, étant l'un des principaux points à l'encontre de cette élite de são paulo jusqu'au milieu du XXe siècle. Cinq ans avant, en 1915, un accord a été signé entre le gouvernement de l'état de São Paulo et de la Fondation Rockefeller pour la construction du siège de la Faculté de médecine et de chirurgie de São Paulo. Cet accord prévoit également la création d'un hôpital pour être utilisée dans l'amélioration des élèves et en même temps au service des personnes les plus démunies de la population de la capitale de São Paulo et même de l'intérieur de l'état. Cet hôpital, qui, par une série de difficultés ont commencé à être construit qu'en 1938, il a été appelé de Hospital das Clínicas et a été officiellement inauguré le 19 avril 1944. L'hôpital est encore l'une des principales de la ville et est considéré comme le plus grand complexe hospitalier de l'Amérique latine.
Avec la consolidation de la ville de São Paulo comme le plus grand centre économique et financier du pays, le quartier de Pinheiros avait certaines de leurs domaines choisis par l'élite la plus riche de la ville à établir leur domicile. Ces zones sont les quartiers actuels de Jardim Europa, Jardim Paulista, Jardim América et Jardim Paulistano forment la région connue sous le nom Jardins, le rédut d'une bonne partie de la classe la plus riche de la ville.

## Infrastructure
Le district présente l'une des meilleures infrastructures de la ville, que ce soit dans les transports, la santé, la culture et l'éducation.

### Transport
Il dispose actuellement de trois stations de métro, toutes de la ligne 4 - Jaune, Faria Lima et Pinheiros, inaugurées en 2011, et Fradique Coutinho inaugurée en 2014. Le quartier est également desservie par le CPTM avec les gares de Cidade Jardim, Hebraica-Rebouças et Pinheiros de la ligne 9 - Émeraude.
Présente au moins quatre couloirs de bus exclusifs, dans les avenues Rebouças, Faria Lima et Eusébio Matoso (qui relie le pont de nom homonyme à Rebouças), et dans les rues Teodoro Sampaio, Cardeal Arcoverde, Pedroso de Morais. Le Largo da Batata, ce qui est proche du Largo de Pinheiros, est un important point d'autobus.

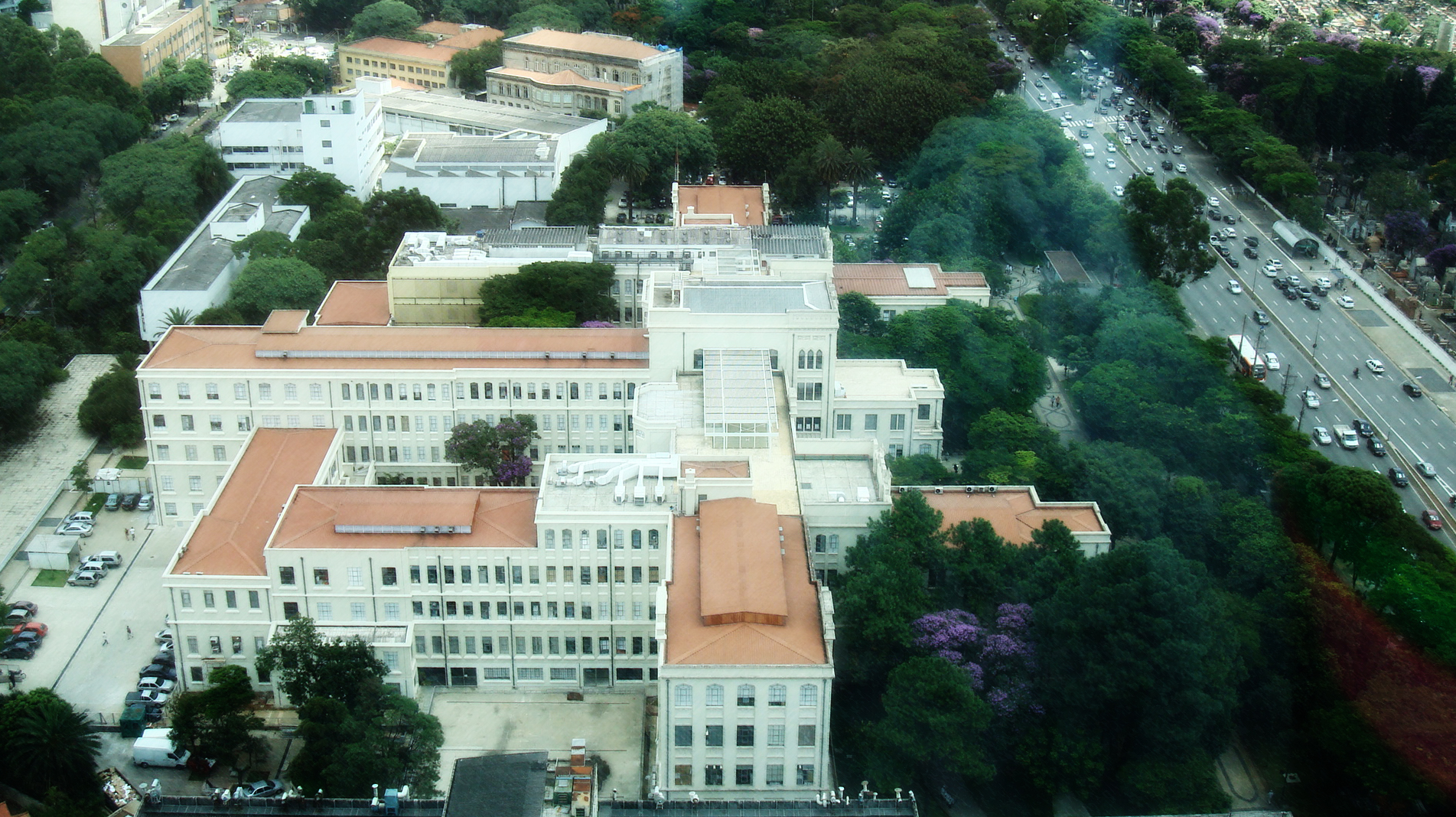
La faculté de Médecine de l'Université de São Paulo.

### Santé
Il est situé dans le quartier l'Hospital das Clínicas de São Paulo, qui est le plus grand et le plus important complexe médico-hospitalier de l'Amérique latine et une référence internationale dans plusieurs domaines. À côté de l'hôpital de la Faculté de Médecine de l'Université de São Paulo. Déjà l'Institut Adolfo Lutz effectue de la recherche appliquée et fait la promotion et publie des travaux scientifiques de niveau national et international.

### Éducation et culture
Selon l'Atlas du Travail et le Développement de São Paulo le district possède l'une des meilleures cotes de l'IDH pour l'éducation de la ville, dans son extension maisons les différents instituts éducatifs. Dispose d'une unité du Sesc, l'Institut Tomie Ohtake, le Centre Brésilien Britannique, le Goethe-Institut et le Centre de la Culture Juive, qui cumulent dans un centre culturel de la ville.

## Économie
Le district accueille plusieurs entreprises nationales et internationales, telles que le Siège de l'Editora Abril et le siège de la Companhia de Saneamento Básico do Estado de São Paulo, Sabesp. Il dispose de plusieurs rues commerçantes, distingués par leurs industries. La rua Oscar Freire se distingue par des produits de luxe et  la rua Teodoro Sampaio pour les secteurs de meubles et d'instruments de musique.

### Commerce
Le Shopping Iguatemi, situé dans Jardim Paulistano a été ouvert en novembre 1966, est l'un des premiers centres commerciaux du pays. Le Shopping Eldorado, établi en 1981, est l'un des plus grands centres commerciaux de Sao Paulo, avec plus de 150 000 m2.
Le samedi, il y a la foire des antiquaires sur la Praça Benedito Calixto. En plus de la Feira Central, de nombreux magasins offrent d'excellentes options pour faire du commerce pour la décoration, ustensiles de cuisine, d'accueil et de la mode.